# Карабулакский сельский округ (Актюбинская область)
Карабулакский  сельский округ (каз. Қарабұлақ ауылдық округі) — административно-территориальное образование в Алгинском районе Актюбинской области.

## Населённые пункты
В состав Карабулакского сельского округа входит 2 села: Карабулак (530 жителей), Амангельды (231 житель).

## Население

### Динамика численности
| Численность населения | Численность населения | Численность населения |
| 1989                  | 1999                  | 2009                  |
| --------------------- | --------------------- | --------------------- |
| 1205                  | ↗1220                 | ↘761                  |

Снижение численности населения за межпереписной период обусловлена оттоком населения в более крупные населённые пункты.

### Численность населения[2][3][1]
| № | Населённый пункт | Перепись населения 1989 | Перепись населения 1999 | Перепись населения 2009 |
| - | ---------------- | ----------------------- | ----------------------- | ----------------------- |
| 1 | с. Карабулак     | 991                     | 914                     | 530                     |
| 2 | с. Амангельды    | 214                     | 306                     | 231                     |
|   | Всего            | 1205                    | 1220                    | 761                     |